# Compagnie française de diamants du cap de Bonne-Espérance
La Compagnie française de diamants du cap de Bonne-Espérance est une société au capital de 560.000 sterling, fondée par le diamantaire français Jules Porgès, associé aux britanniques Alfred Beit et Julius Wernher, en Afrique du Sud en 1880. C'est la première compagnie minière sud-africaine de diamants à avoir été cotée en Bourse en Europe, ce qui en fait l'ancêtre de la De Beers, avec qui elle fusionne en 1887.

## Histoire
Diamantaire à Paris et Amsterdam, Jules Porgès, envoie ses employés britanniques Alfred Beit et Julius Wernher dès 1875 en Afrique du Sud pour le représenter dans la région minière en pleine effervescence. L'un d'eux, Alfred Beit est d'abord envoyé à Port-Elizabeth par ses cousins, les Lippert, qui en font leur représentant à Kimberley, où il assure le lien avec Julius Wernher et Cecil Rhodes.
Vers 1875, il possédait déjà environ 10 % des mines de diamants à Kimberley. Entre 1875 et 1880, il acquiert de nombreuses mines en Afrique du Sud, en particulier les quatre premiers sites producteurs de diamants: De Beers, Bultfontein, Dutoitspan et surtout Kimberley, association avec le britannique Cecil Rhodes. 
La nouvelle société fondée en 1880 assure la taille des diamants à Amsterdam et contrôle leur commerce mondial. Dès sa création, elle réalise le chiffre d'affaires, considérable pour l'époque, de 50 millions de francs, soit la moitié des ventes mondiales de diamant, alors qu'elle ne détient qu'un tiers des mines d'Afrique du Sud. La découverte de l’or au Transvaal, entre 1884 et 1887 amène ensuite les associés de la Compagnie française de diamants du cap de Bonne-Espérance à revendre leurs parts à la nouvelle De Beers de Cecil Rhodes pour réinvestir dans l'or.